# Crown Jewel (2022)
Crown Jewel (2022) – gala wrestlingu wyprodukowana przez federację WWE dla zawodników z brandów Raw i SmackDown. Odbyła się 5 listopada 2022 w Mrsool Park w Rijadzie w Arabii Saudyjskiej. Emisja była przeprowadzana na żywo za pośrednictwem serwisu strumieniowego Peacock w Stanach Zjednoczonych i WWE Network na całym świecie oraz w systemie pay-per-view. Była to czwarta gala w chronologii cyklu Crown Jewel.
Na gali odbyło się osiem walk. W walce wieczoru, Roman Reigns pokonał Logana Paula i obronił Undisputed WWE Universal Championship. W innych ważnych walkach, Braun Strowman pokonał Omosa, Damage CTRL (Dakota Kai i Iyo Sky) pokonały Alexę Bliss i Asukę i zdobyły WWE Women’s Tag Team Championship, Bianca Belair pokonała Bayley w Last Woman Standing matchu broniąc Raw Women’s Championship oraz Brock Lesnar pokonał Bobby’ego Lashleya.

## Produkcja i rywalizacje
Crown Jewel oferowało walki profesjonalnego wrestlingu z udziałem wrestlerów należących do brandów Raw i SmackDown. Wyreżyserowane rywalizacje (storyline’y) były kreowane podczas cotygodniowych gal Raw i SmackDown. Wrestlerzy są przedstawieni jako heele (negatywni, źli zawodnicy i najczęściej wrogowie publiki) i face’owie (pozytywni, dobrzy i najczęściej ulubieńcy publiki), którzy rywalizują pomiędzy sobą w seriach walk mających budować napięcie. Kulminacją rywalizacji jest walka wrestlerska lub ich seria.

### Roman Reigns vs. Logan Paul
Po tym, jak Roman Reigns pojawił się w podcaście Logana Paula Impaulsive, social mediowy influencer śmiał się z Reignsa po tym, jak Reigns opuścił plan. Doprowadziło to do wymiany w mediach społecznościowych, w wyniku czego Paul pojawił się 16 września w odcinku SmackDown, gdzie skonfrontował się z The Bloodline, aby zaprosić Reignsa na swoją konferencję prasową w Las Vegas następnego dnia. Na konferencji, dyrektor WWE Triple H ogłosił, że Reigns będzie bronić Undisputed WWE Universal Championship przeciwko Paulowi w walce wieczoru Crown Jewel, co oznacza trzecią walkę Paula w WWE. Podczas konferencji prasowej Crown Jewel dzień przed galą potwierdzono, że podczas gdy Reigns będzie miał The Bloodline w swoim narożniku (bez Samiego Zayna), Paul będzie wspierany przez swojego brata Jake’a Paula.

### The O.C. vs. The Judgment Day
10 października na odcinku Raw, The Judgement Day (Finn Bálor, Damian Priest, Dominik Mysterio i Rhea Ripley) wezwali AJ Stylesa do dołączenia do ich stajni, ponieważ Bálor i Styles byli kiedyś kolegami z drużyny. Styles najwyraźniej przyjął ofertę, jednak odrzucił i przyprowadził powracających Luke’a Gallowsa i Karla Andersona jako wsparcie, oznaczając ich powrót do WWE po ich zwolnieniu w kwietniu 2020 roku, Reformując tym samym The O.C. Dwie drużyny następnie miały brawl. W następnym tygodniu, Judgement Day skonfrontował się z O.C. i wyzwał ich na Six-man Tag Team match na Crown Jewel, który został zaakceptowany.

### Brock Lesnar vs. Bobby Lashley
10 października na odcinku Raw, Bobby Lashley wymienił nazwiska poprzednich wrestlerów, których pokonał, w tym Brocka Lesnara (z którym zmierzył się tylko raz i pokonał go na Royal Rumble w styczniu). Lesnar, w swoim pierwszym występie od SummerSlam w lipcu, niespodziewanie powrócił i zaatakował Lashleya. Ten atak ostatecznie kosztował Lashleya United States Championship w obronie tytułu, która miała miejsce zaraz po konfrontacji. Później za kulisami, Lashley wyzwał Lesnara do konfrontacji z nim na odcinku w następnym tygodniu. Tam doszło do brawlu, który zakończył się po tym, jak Lashley wykonał na Lesnarze Spinebuster na stół komentatorski. Później tej nocy ogłoszono walkę pomiędzy nimi o Crown Jewel.

### Drew McIntyre vs. Karrion Kross
Na Extreme Rules, Karrion Kross pokonał Drew McIntyre’a w Strap matchu po tym, jak żona Krossa, Scarlett, obezwładniła McIntyre’a gazem pieprzowym. Na następnym odcinku SmackDown, Kross miał wziąć udział w Fatal 4-Way matchu, aby wyłonić pretendenta do Intercontinental Championship. Jednak, gdy program wyszedł na antenę, Kross brał udział w wypadku samochodowym (kayfabe) i został zaatakowany przez McIntyre’a podczas otrzymywania pomocy, co uniemożliwiło mu udział w walce. W następnym tygodniu, McIntyre ogłosił, że zmierzy się z Krossem w Steel Cage matchu na Crown Jewel.

### Braun Strowman vs. Omos
Podczas walki Brauna Strowmana, który odbyła się 14 października na odcinku SmackDown, Omos i jego menedżer MVP z brandu Raw pojawili się na trybunach. Po tym, jak Strowman wygrał walkę, MVP wyjaśnił, że nie zgadza się z twierdzeniem Strowmana, że jest „potworem wszystkich potworów” i powiedział, że Strowman wyglądałby normalnie, gdyby stał obok Omosa. W następnym tygodniu, Strowman wezwał Omosa do konfrontacji z nim. Wyszedł MVP, a Strowman powiedział, że chce rzucić wyzwanie Omosowi na Crown Jewel, a MVP zaakceptował w jego imieniu. Następnie Omos wyszedł i górował nad Strowmanem, zanim wypchnął go z ringu. Walka została oficjalnie potwierdzona 24 października na odcinku Raw.

### Bianca Belair vs. Bayley
Na Extreme Rules, Bianca Belair pokonała Bayley broniąc Raw Women’s Championship. W następnym odcinku Raw, Damage CTRL (Bayley, Dakota Kai i Iyo Sky) obiecało, że gdy Bayley dostanie rewanż, pokona Biancę Belair i wygra Raw Women’s Championship. Później, gdy Bayley przegrała z Candice LeRae, Kai i Sky wybiegły i zaatakowały LeRae. Belair wyszedła na ratunek, ale Damage CTRL przewyższało ją liczebnie. Tydzień później Bayley pokonała Belair w Championship Contender’s matchu, zdobywając walkę o tytuł w najbliższej przyszłości, a po walce powróciła Nikki Cross (wcześniej znana jako Nikki A.S.H.) do swojego starego gimmicku. W trakcie odcinka SmackDown z 28 października ogłoszono, że walka Bianci Belair i Bayley o tytuł odbędzie się na nadchodzącym PPV w stypulacji Last Woman Standing match.

### The Usos vs. The Brawling Brutes
Na odcinku SmackDown z 23 września, The Usos (Jey Uso i Jimmy Uso) obronili Undisputed WWE Tag Team Championship przeciwko The Brawling Brutes (Butch i Ridge Holland). 21 października na odcinku niebieskiej tygodniówki, członek stajni The Bloodline (w której znajdują się także The Usos) Solo Sikoa pokonał członka The Brawling Brutes Sheamusa, a po walce Jimmy i Jey uderzali Sheamusa stalowymi krzesłami w jego ramię. Tydzień później, Butch i Holland pokonali Sikoę oraz Samiego Zayna, a później w trakcie odcinka ogłoszono, że The Usos będą bronić tytułów przeciwko The Brawling Brutes na Crown Jewel.

### Alexa Bliss i Asuka vs. Dakota Kai i Iyo Sky
Po kilku tygodniach nieobecności z powodu ataku Damage CTRL (Bayley, Dakota Kai i Iyo Sky), Alexa Bliss i Asuka powróciły 31 października na odcinku Raw. Tej nocy wyzwały Sky i Kai na pojedynek o WWE Women’s Tag Team Championship i pokonały je, aby zdobyć tytuł. Następnego dnia, został ogłozony rewanż o tytuł który odbędzie się na Crown Jewel.

## Obawy przed atakiem Iranu
1 listopada 2022 roku The Wall Street Journal doniósł, że Arabia Saudyjska może być celem ukierunkowanego ataku ze strony Irańskiego Korpusu Strażników Rewolucji Islamskiej podczas jednocześnie odbywających się protestów w tym kraju. W artykule stwierdzono, że ataki były zaplanowane na „cele w królestwie”. Spowodowało to obawy dotyczące Crown Jewel w nadchodzący weekend. PWInsider poinformował, że WWE będzie kontynuować galę i że federacja ma protokoły bezpieczeństwa i awaryjne na wypadek, gdyby coś się wydarzyło, ale mieli nadzieję, że nie będzie żadnych problemów. 2 listopada Iran zaprzeczył, jakoby planował jakikolwiek atak.

## Gala
| Rola:                          | Osoba:              |
| ------------------------------ | ------------------- |
| Komentatorzy angielskojęzyczni | Michael Cole        |
| Komentatorzy angielskojęzyczni | Wade Barrett        |
| Komentatorzy arabskojęzyczni   | Faisal Al-Mughaisib |
| Komentatorzy arabskojęzyczni   | Jude Aldajani       |
| Spiker                         | Mike Rome           |
| Sędziowie                      | Danilo Anfibio      |
| Sędziowie                      | Jessika Carr        |
| Sędziowie                      | Dan Engler          |
| Sędziowie                      | Daphne Lashaunn     |
| Sędziowie                      | Ryan Tran           |
| Panel Pre-show                 | Jackie Redmond      |
| Panel Pre-show                 | Matt Camp           |
| Panel Pre-show                 | Peter Rosenberg     |

### Główne show
Pay-per-view rozpoczęło się, gdy Bobby Lashley zmierzył się z Brockiem Lesnarem. Lashley zaatakował Lesnara przed rozpoczęciem walki, raniąc jego kolano. Po oficjalnym rozpoczęciu walki, Lashley kontynuował atakowanie w kolano Lesnara i wykonał na nim Spear, co zakończyło się nearfallem. Lesnar dokonał niewielkiego powrotu i wykonał F-5, dla nearfallu. Lashley założył na Lesnarze dźwignię Hurt Lock. Lesnar użył narożnika, aby spróbować odepchnąć się i przełamać chwyt, ale Lashley nadal trzymał: jednak Lesnar wylądował na Lashleyu i pomimo tego, że Lashley nadal stosował dźwignię Hurt Lock, ramiona Lashleya zostały przygwożdżone, a sędzia policzył przypięcie dla Lesnara aby wygrać. Po walce rozgniewany Lashley założył kolejny Hurt Lock na Lesnarze.
Następnie, Alexa Bliss i Asuka broniły mistrzostwo kobiet Tag Team WWE przeciwko Damage CTRL (Dakota Kai i Iyo Sky). Gdy Bliss wspięła się na górny narożnik, aby wykonać Twisted Bliss na Kai, Nikki Cross zaatakowała Bliss, gdy sędzia został rozproszony przez Asukę i Sky, wykonując na Bliss Twisting neckbreaker z górnej liny. Kai następnie przypięła Bliss, aby po raz drugi zdobyć tytuł dla swojej drużyny.
Po tym, Drew McIntyre zmierzył się z Karrionem Krossem (w towarzystwie Scarlett) w Steel Cage matchu. Gdy McIntyre zbliżył się do drzwi klatki, aby uciec, Scarlett zamknęła drzwi, uniemożliwiając mu to. McIntyre zaczął wspinać się na klatkę, aby uciec, podczas gdy Scarlett szybko otworzyła drzwi, aby Kross mógł się wyczołgać. Jednak McIntyre zdołał się wspiąć i uciec z klatki, zanim Kross zdołał wydostać się przez drzwi, dzięki czemu McIntyre wygrał.
W czwartej walce, The Judgement Day (Finn Bálor, Damian Priest i Dominik Mysterio w towarzystwie Rhei Ripley) zmierzyli się z The O.C. (AJ Styles, Luke Gallows i Karl Anderson). Styles próbował wykonać Phenomenal Forearm na Bálorze, ale Ripley wykonała na Stylesie Face first na ring. Bálor wykonał Coup De Grâce na Stylesie, aby wygrać walkę poprzez pinfall.
W następnej walce, Braun Strowman zmierzył się z Omosem. Omos zaatakował Strowmana, który był na narożniku, ale Strowman ruszył. Pomimo dominacji Omosa w walce, Strowman zdołał wykonać Powerslam na Omosie, aby wygrać poprzez pinfall.
Następnie, The Usos (Jey Uso i Jimmy Uso) bronili niekwestionowane mistrzostwo WWE Tag Team przeciwko The Brawling Brutes (Ridge Holland i Butch). W końcówce, The Usos wykonali 1D na Butchu z górnej liny, aby zachować tytuł.
W przedostatniej walce, Bianca Belair broniła mistrzostwo kobiet Raw przeciwko Bayley w Last Woman Standing matchu. Był to pierwsza walka o mistrzostwo kobiet, która odbyła się w Arabii Saudyjskiej ze stypulacją. W połowie walki, Bayley uwięziła Belair w walizce ze sprzętem, ale Belair udało się uciec przed tym jak sędzia doliczył do dziesięciu. Po zaatakowaniu Bayley bronią w ringu, Belair uwięziła Bayley pomiędzy drabiną i zaklinował ją poniżej narożnika. Bayley nie była w stanie uciec przed doliczeniem do dziesięciu, więc Belair zachowała tytuł.
Tuż przed walką wieczoru, Bray Wyatt wyszedł, aby przemówić do fanów. Powiedział, że nie podoba mu się osoba, którą jest (pozornie odnosząc się do jego osobowości „Fiend”) i chce napisać swoją historię od nowa. Następnie przerwał mu Uncle Howdy na TitanTronie, który powiedział, że Wyatt w końcu podda się swoim wewnętrznym demonom.

### Walka wieczoru
W walce wieczoru, Roman Reigns (w towarzystwie Paula Heymana) bronił niekwestionowane mistrzostwo WWE Universal przeciwko Loganowi Paulowi. W połowie walki, The Usos (Jey Uso i Jimmy Uso) wyszli, by pomóc Reignsowi i zaatakowali współgospodarzy podcastu Logana Impaulsive, Mike’a Majlaka i George’a Janko, którzy siedzieli przy ringu. Brat Logana, Jake Paul, wyszedł i zaatakował The Usos. Solo Sikoa następnie wyszedł, by skonfrontować się z Jakiem, ale pojawili się Usos, a Logan następnie zabrał Usos. Po tym, jak Logan ponownie wszedł na ring, Reigns wykonał Superman punch i Spear na Loganie, aby zachować mistrzostwo.

## Wyniki walk
| Nr                                 | Wyniki | Stypulacje                                               | Czas  |
| ---------------------------------- | --- | -------------------------------------------------------- | ----- |
| 1                                  | Brock Lesnar pokonał Bobby’ego Lashleya poprzez pinfall | Singles match                                            | 6:00  |
| 2                                  | Damage CTRL (Dakota Kai i Iyo Sky) pokonały Alexę Bliss i Asukę (c) poprzez pinfall                                                                               | Tag Team match o WWE Women’s Tag Team Championship       | 12:50 |
| 3                                  | Drew McIntyre pokonał Karriona Krossa (ze Scarlett) uciekając z klatki                                                                                            | Steel Cage match                                         | 13:00 |
| 4                                  | The Judgment Day (Finn Bálor, Damian Priest i Dominik Mysterio) (z Rheą Ripley) pokonali The O.C. (AJ Stylesa, Luke’a Gallowsa i Karla Andersona) poprzez pinfall | Six-man Tag Team match                                   | 14:00 |
| 5                                  | Braun Strowman pokonał Omosa poprzez pinfall | Singles match                                            | 7:20  |
| 6                                  | The Usos (Jey Uso i Jimmy Uso) (c) pokonali The Brawling Brutes (Ridge’a Hollanda i Butcha) poprzez pinfall                                                       | Tag Team match o Undisputed WWE Tag Team Championship    | 10:45 |
| 7                                  | Bianca Belair (c) pokonała Bayley | Last Woman Standing match o WWE Raw Women’s Championship | 20:20 |
| 8                                  | Roman Reigns (c) (z Paulem Heymanem) pokonał Logana Paula poprzez pinfall                                                                                         | Singles match o Undisputed WWE Universal Championship    | 24:50 |
| (c) – mistrz/mistrzyni przed walką | |                                                          |       |

## Wydarzenia po gali
Po wydarzeniu Logan Paul ujawnił w mediach społecznościowych, że podczas walki doznał rozerwania łąkotki, więzadła pobocznego piszczelowego i potencjalnie jego więzadła krzyżowego przedniego.

### Raw
W następnym odcinku Raw, Bianca Belair, Alexa Bliss i Asuka oświadczyły, że ich wojna z Damage CTRL (Bayley, Dakota Kai i Iyo Sky) jeszcze się nie skończyła i wyzwali ich na WarGames match na Survivor Series: WarGames, który został zaakceptowany. Damage CTRL następnie zwerbowały Nikki Cross do swojej drużyny z jednym miejscem do wypełnienia, podczas gdy drużyna Belair ma dwa miejsca do wypełnienia. W następnym tygodniu, Mia Yim, która wróciła do WWE tydzień wcześniej, dołączyła do zespołu Belair, podczas gdy Rhea Ripley dołączyła do zespołu Bayley, pozostawiając jedno miejsce w zespole Belair do obsadzenia. 21 listopada na odcinku Raw, Ripley pokonała Asukę, dając drużynie Bayley przewagę w WarGames matchu, a w piątkowym odcinku SmackDown, powracająca Becky Lynch została ujawniona jako piąta członkini zespołu Belair.
Także na Raw, The O.C. (AJ Styles, Luke Gallows i Karl Anderson) zkonfrontowali się z The Judgment Day (Finn Bálor, Damian Priest, Dominik Mysterio i Rhea Ripley) i ta ostatnia została zaatakowana przez powracającą Mię Yim, a później cała ósemka miała brawl, gdzie Yim atakowała Ripley za pomocą kija do kendo, a Styles w ringu wykonał Styles Clash na Bálorze. W następnym tygodniu, ogłoszono pojedynek pomiędzy Stylesem a Bálorem na Survivor Series: WarGames, z ich odpowiednimi członkami stajni w ich narożnikach.
Także na najbliższym Raw, Bobby Lashley wyszedł po tym jak Seth „Freakin” Rollins rzucił otwarte wyzwanie na przez jego posiadane mistrzostwo Stanów Zjednoczonych i Lashley zaatakował Rolinsa i na koniec brawlu, Lashley wykonał rzucił go na stół komentatorski. Po czym Austin Theory wykorzystał swój kontrakt Money in the Bank na walkę z Rollinsem o mistrzostwo Stanów Zjednoczonych i w końcówce Theory wykonał ATL i w trakcie liczenia przypięcia, sędzia został wyciągnięty z ringu przez Lashleya, który po tym zaatakował Theory’ego. Po tym jak Theory wrócił do ringu, przerywając jego wyliczanie, Rollins wykonał Curb Stomp i zachował tytuł. W następnym tygodniu, w trakcie gdy Rollins wygraszał swoje promo na temat tego co się działo tydzień temu i o tym że będzie bronił swojego tytułu przeciwko Bálorowi, przerwał mu Lashley i po jak się skonfrontowali, wyszedł Mustafa Ali i zaatakował Lashleya, a Lashley następnie pokonał go w walce. W walce wieczoru, Rollins obronił mistrzostwo Stanów Zjednoczonych przeciwko Bálorowi i po walce został zaatakowany przez Theory’ego który uderzył Rollinsa tytułem i pozował z nim nad leżącym Rollisem. 21 listopada ogłoszono, że Rollins będzie bronił United States Championship przeciwko Lashleyowi i Theory’emu w Triple Threat matchu na Survivor Series: WarGames.

### SmackDown
W następnym odcinku SmackDown, The Usos (Jey Uso i Jimmy Uso) zmierzyli się z The New Day (Kofi Kingston i Xavier Woods) o niekwestionowane mistrzostwo WWE Tag Team oraz o to, kto będzie najdłużej panującymi mistrzami Tag Team w historii WWE. Z walki zwycięsko wyszli Usosi broniąc tytuł oraz tym samym w poniedziałek pobiją rekord New Day w najdłuższym panowaniu jako mistrzowie Tag Team w historii WWE. Po czym w końcowce tego samego odcinka, Roman Reigns oraz jego menadżer Paul Heyman w towarzystwie Usos oraz Solo Sikoi wygłaszali promo na temat walki o tytuł Tag Team, gdzie przerwali im The Brawling Brutes (Ridge Holland i Butch) oraz powracający Sheamus który także jest członkiem Brawling Brutes i cała siódemka miała brawl, gdzie The Bloodline przeważało z powodu przewagi liczebnej, po czym na ratunek Brawling Brutes wyruszył Drew McIntyre i cała ósemka kontynuowała brawl aż do końca odcinka. W następnym tygodniu potwierdzono, że The Brawling Brutes zmierzy się z The Bloodline w WarGames matchu na Survivor Series: WarGames i pomimo wcześniejszych problemów McIntyre’a z Sheamusem, miał większe problemy z The Bloodline sięgające czasów jego walki o mistrzostwo przeciwko Reignsowi na Clash at the Castle, a tym samym dołączył do sojuszu z The Brawling Brutes. Później tej nocy, gdy obie drużyny walczyły, Kevin Owens ujawnił się jako piąty członek zespołu Sheamusa, a Owens również miał przeszłość z Reignsem. 25 listopada na odcinku SmackDown, McIntyre i Sheamus pokonali The Usos, aby uzyskać przewagę dla swojej drużyny w WarGames matchu.
Także na SmackDown, rozpoczął się Smackdown World Cup, gdzie zwycięzca otrzyma puchar oraz walkę z Guntherem o mistrzostwo Interkontynentalne, w ćwierćfinałach z dnia 11 listopada, Santos Escobar pokonał Shinsuke Nakamurę oraz Braun Strowman pokonał Jindera Mahala. W następnym tygodniu, w ćwierćfinałach Ricochet pokonał Mustafę Alego, a Butch pokonał Samiego Zayna. Do finału turnieju awansowli Escobar i Ricochet pokonując odpowiednio Butcha i Strowmana. Zwycięzcą turnieju został Ricochet, pokonując w finale Escobara.
Także na najbliższym SmackDown, LA Knight udzielał wywiad Megan Morant na zapleczu, gdzie na plecami Knighta na monitorze pojawiło się logo Braya Wyatta i w pewnym momencie Knight obrócił się w stronę monitora, podczas gdy sam Wyatt pojawił się za plecami Knighta w miejsce Morant i na koniec segmentu, Wyatt wykonał Headbutt na Knightcie. W następnym tygodniu, Bray Wyatt w trakcie swojego proma chciał przeprosić Knighta, jednak ten spoliczykował Wyatta, a następnie przyjął przeprosiny, po czym gdy chciał mu poddać ręke, ten go uderzył.